# Rosenberg (België)
Rosenberg (Luxemburgs: Rousebierg) is een plaats in de gemeente Aarlen in de Belgische provincie Luxemburg. De plaats ligt aan de N4, net ten westen van het Luxemburgse Steinfort.

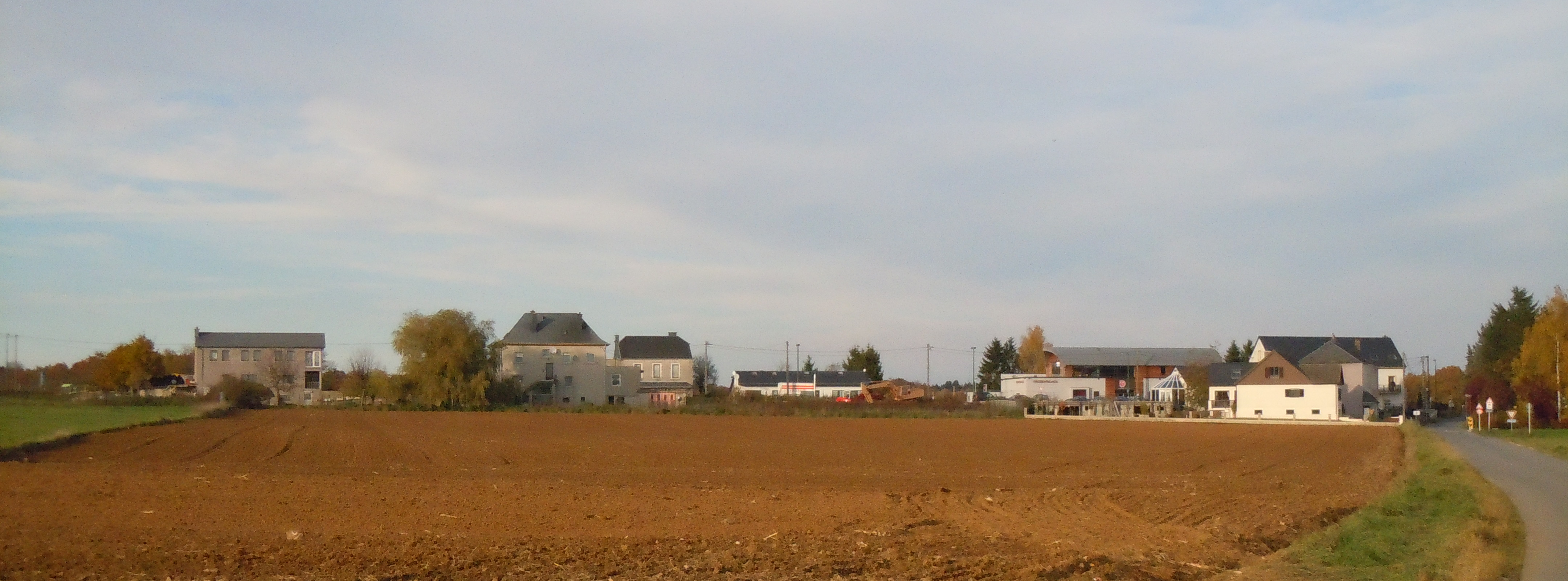
Rosenberg, gezien vanuit het zuiden

Deelgemeenten: Aarlen · Autelbas-Barnich · Bonnert · Guirsch · Heinsch · Toernich

Overige kernen: Autelhaut · Barnich · Clairefontaine · Fouches · Frassem · Freylange · Heckbous · Rosenberg · Sampont · Schoppach · Sesselich · Seymerich · Stehnen · Sterpenich · Stockem · Udange · Viville · Waltzing · Weyler · Wolberg

Belgische gemeenten · Arrondissement Aarlen · Luxemburg · Wallonië